# Лана Влади
Лана Влади (настоящее имя — Светлана Владимировна Носкова; род. 6 апреля 1987, Ленинград, СССР) — итальянская и российская актриса, модель, режиссёр.

## Биография
Родилась в Санкт-Петербурге в 1987 году. В возрасте 7 лет по семейным обстоятельствам переехала в Италию. Большую часть детства и юности провела в Тоскане, где посещала школу в городе Кашина (провинция Пиза). В возрасте 14 лет Лана увлеклась модой и уже через несколько лет начала карьеру в качестве модели на показах в Париже, Милане, Нью-Йорке и других городах, а также и в печатных изданиях, таких как Marie Claire, Vogue и Cosmopolitan.
Лана Влади получила актёрское образование в мастерской Жизель Буринато в Риме и мастерской Тома Рэдклиффа в Лондоне.

### На телевидении
С 2005 по 2006 Лана работала в качестве ведущей молодёжной культурно-просветительской программы Galatea на итальянском национальном канале Rai 2.

### В клипах
Тогда же в 2006 году Лана Влади снимается в двух музыкальных клипах: на песню «Nothing More» группы Motel Connection и «Dimmi» коллектива Le Vibrazioni.
В 2015 году вышел клип Алекса Бритти (Alex Britti) «Un attimo importante» с участием Ланы.

### В кино
В 2009 году Лана Влади снялась в первой кинокартине, исполнив роль девушки Кьяры в короткометражном фильме «Всё сама» («Tutto da sola») режиссёра Карло Кьярамонте (Carlo Chiaramonte). Далее последовали работы в различных телесериалах и полнометражных кинокартинах.

### Режиссёрские работы
Дебютная режиссёрская работа Ланы Влади — короткометражка «Заяц» (La lepre) увидела свет в 2018 году. Фильм по сценарию самой Ланы Влади и с ней же в главной роли, повествующий о юной спортсменке русского происхождения, пытающейся определиться со своей идентичностью как в жизни, так и в спорте, был удостоен призов на многих фестивалях в Италии и за её пределами.
В 2019 году был снят комедийный короткометражный фильм «Рикардо, который запрыгнул на звезды» (Riccardo che rimbalzò sulle stelle). Фильм получил гран-при корейского кинофестиваля Seoul Guro International Film Festival и специальный приз жюри на Spello Film Festival. В 2020 году права на трансляцию фильма в Италии, Великобритании и США приобрел стриминговый сервис Amazon Prime Video.
Короткометражный фильм «Сера», снятый в 2020 году по одноимённому рассказу Дмитрия Глуховского, стал первой работой Ланы в России. Фильм удостоился гран-при «Кинотавр. Короткий метр» и приза Гильдии киноведов и кинокритиков России «За социальную точность и художественный аскетизм». «Сера» была отмечена призом жюри на Варшавском кинофестивале 2020 года.

## Фильмография

### Телевидение
| Год  | Название                                               | Роль                      | Комментарий                                           |
| ---- | ------------------------------------------------------ | ------------------------- | ----------------------------------------------------- |
| 2015 | 1992                                                   | Администратор             | Эпизод 1                                              |
| 2016 | Как ни делай, всё не так (Come fai sbagli)             | Вероника                  | Эпизоды: «Марсианин внутри дома» «Исправление ошибки» |
| 2016 | Пуля в сердце (Una pallottola nel cuore)               |                           | Эпизод: «Была моей матерью»                           |
| 2017 | Комиссариат Пиццофальконе (I bastardi di Pizzofalcone) | Лена                      | Эпизод: «Темнота»                                     |
| 2017 | Да поможет нам Бог (Che Dio ci aiuti)                  | Грета                     | Эпизод: «Правда, которая всплывет»                    |
| 2017 | Комиссар Монтальбано (Il commissario Montalbano)       | Мария Симонова            | Эпизод: «Как это было на практике»                    |
| 2017 | Не убей (Non uccidere)                                 | Сильвия Сантини           | Эпизод № 2.10                                         |
| 2017 | Неидеальный возраст (L’età imperfetta)                 | Петра                     |                                                       |
| 2017 | Один шаг до неба (Un passo dal cielo)                  | Надя                      | Эпизоды: «Выбор» «Смертельный укус» «Кровные узы»     |
| 2018 | Наполовину чёрный (Nero a metà)                        | Джемма Блю                | Эпизоды: «Спокойная семья» «Песня для тебя»           |
| 2020 | Скажи мне, кто я (Dime quién soy)                      | Анна Николаевна Корнилова | Эпизоды: 1.2, 1.3, 1.4                                |
| 2020 | Во всем виноват Фрейд (Tutta Colpa di Freud)           | Ники                      |                                                       |

### Кино
| Год  | Название                       | Роль                | Примечание             |
| ---- | ------------------------------ | ------------------- | ---------------------- |
| 2009 | Всё сама (Tutto da sola)       | Кьяра               | Короткометражный фильм |
| 2016 | Счастье быть одной (Assolo)    | Продавщица в бутике |                        |
| 2018 | Заяц (La lepre)                | Мария               | Короткометражный фильм |
| 2018 | Увы (Tafanos)                  | Ребекка             |                        |
| 2019 | Сваливаю домой (Scappo a casa) | Агота               |                        |
| 2019 | Мартин Иден (Martin Eden)      | Ребекка             |                        |
| 2020 | Богемец (Il Boemo)             | Анна Фракассати     |                        |

### Режиссёрские работы
| Год  | Название                                                                  | Язык оригинала |
| ---- | ------------------------------------------------------------------------- | -------------- |
| 2018 | Заяц (La lepre)                                                           | Итальянский    |
| 2019 | Рикардо, который запрыгнул на звезды (Riccardo che rimbalzò sulle stelle) | Итальянский    |
| 2020 | Сера                                                                      | Русский        |
| 2021 | Обещания                                                                  | Русский        |